# Liste des monuments historiques de Poitiers
Ce tableau présente une liste de monuments historiques classés ou inscrits dans la ville de Poitiers, Vienne, en France.

## Liste
| Monument                                                                                             | Adresse                                             | Coordonnées                      | Notice                        | Protection     | Date             | Illustration                                                                                         |
| --- | --------------------------------------------------- | -------------------------------- | ----------------------------- | -------------- | ---------------- | --- |
| Amphithéâtre                                                                                         |                                                     | 46° 34′ 43″ nord, 0° 20′ 22″ est | « PA00105584 »                | Classé         | 1840 1935 1962   | Amphithéâtre                                                                                         |
| Baptistère Saint-Jean                                                                                | Rue Jean-Jaurès                                     | 46° 34′ 46″ nord, 0° 20′ 55″ est | « PA00105585 »                | Classé         | 1846             | Baptistère Saint-Jean                                                                                |
| Cathédrale Saint-Pierre                                                                              | Place de la Cathédrale                              | 46° 34′ 50″ nord, 0° 20′ 56″ est | « PA00105586 »                | Classé         | 1875             | Cathédrale Saint-Pierre                                                                              |
| Chantrerie Saint-Hilaire                                                                             | 65 rue Théophraste-Renaudot                         | 46° 34′ 42″ nord, 0° 20′ 05″ est | « PA00105587 »                | Inscrit        | 1965             | Image manquante Téléverser                                                                           |
| Chapelle du Sacré-Cœur des Feuillants                                                                | 9 rue des Feuillants                                | 46° 35′ 06″ nord, 0° 20′ 54″ est | « PA86000006 »                | Inscrit        | 1997             | Image manquante Téléverser                                                                           |
| Chapelle Sainte-Croix (cellule de Sainte-Radegonde)                                                  | 10, 12, 14 rue Jean-Jaurès                          | 46° 34′ 45″ nord, 0° 21′ 02″ est | « PA00105588 »                | Inscrit        | 1973             | Chapelle Sainte-Croix (cellule de Sainte-Radegonde)                                                  |
| Chapelle Saint-Louis                                                                                 | Rue Louis-Renard                                    | 46° 34′ 46″ nord, 0° 20′ 30″ est | « PA00105591 »                | Classé         | 1908             | Chapelle Saint-Louis                                                                                 |
| Chapitre de Saint-Hilaire                                                                            | Rue Saint-Hilaire                                   | 46° 34′ 38″ nord, 0° 19′ 56″ est | « PA00105589 »                | Inscrit        | 1941             | Image manquante Téléverser                                                                           |
| Château d'eau de Blossac                                                                             | 6 rue Léopold Thézard                               | 46° 34′ 35″ nord, 0° 20′ 05″ est | « PA86000059 »                | Inscrit        | 21 décembre 2018 | Château d'eau de Blossac                                                                             |
| Château La Minauderie                                                                                | Breuil-Mingot                                       | 46° 35′ 10″ nord, 0° 24′ 28″ est | « PA00105590 »                | Inscrit        | 1968             | Image manquante Téléverser                                                                           |
| Doyenné Saint-Hilaire                                                                                | 4 rue du Doyenné                                    | 46° 34′ 38″ nord, 0° 19′ 59″ est | « PA00105593 »                | Classé         | 1889             | Doyenné Saint-Hilaire                                                                                |
| Échevinage                                                                                           | 7 rue Paul-Guillon                                  | 46° 34′ 54″ nord, 0° 20′ 27″ est | « PA00105594 »                | Inscrit        | 1935             | Échevinage                                                                                           |
| Église Notre-Dame la Grande                                                                          | Place Charles-de-Gaulle                             | 46° 35′ 00″ nord, 0° 20′ 38″ est | « PA00105596 »                | Classé         | 1840             | Église Notre-Dame la Grande                                                                          |
| Église Saint-Cyprien                                                                                 | 138 rue du Faubourg-Saint-Cyprien                   | 46° 34′ 04″ nord, 0° 20′ 37″ est | « PA86000022 »                | Inscrit        | 2002             | Église Saint-Cyprien                                                                                 |
| Église Sainte-Radegonde                                                                              | Impasse Sainte-Radegonde                            | 46° 34′ 48″ nord, 0° 21′ 06″ est | « PA00105601 »                | Classé         | 1862             | Église Sainte-Radegonde                                                                              |
| Église Saint-Germain                                                                                 | Rue Saint-Germain                                   | 46° 35′ 13″ nord, 0° 20′ 37″ est | « PA00105597 »                | Inscrit        | 1969             | Église Saint-Germain                                                                                 |
| Église Saint-Hilaire le Grand                                                                        | Rue Saint-Hilaire Rue du Doyenné                    | 46° 34′ 39″ nord, 0° 19′ 57″ est | « PA00105598 »                | Classé         | 1840             | Église Saint-Hilaire le Grand                                                                        |
| Église Saint-Jean de Montierneuf                                                                     | Place Montierneuf                                   | 46° 35′ 21″ nord, 0° 20′ 43″ est | « PA00105595 »                | Classé         | 1840             | Église Saint-Jean de Montierneuf                                                                     |
| Église Saint-Paul                                                                                    |                                                     | 46° 34′ 21″ nord, 0° 21′ 37″ est | « PA00105599 »                | Inscrit        | 1931             | Église Saint-Paul                                                                                    |
| Église Saint-Porchaire                                                                               | Rue Saint-Porchaire Rue Gambetta                    | 46° 34′ 53″ nord, 0° 20′ 24″ est | « PA00105600 »                | Classé         | 1846 1908        | Église Saint-Porchaire                                                                               |
| Église Sainte-Thérèse et Sainte Jeanne d'arc                                                         | Rue de l'Aviation                                   | 46° 35′ 30″ nord, 0° 19′ 54″ est | « PA86000048 »                | Inscrit        | 2013             | Église Sainte-Thérèse et Sainte Jeanne d'arc                                                         |
| Église Saint-Savin                                                                                   | 16 rue Émile-Faguet                                 | 46° 34′ 54″ nord, 0° 20′ 53″ est | « PA00105602 »                | Inscrit        | 1929             | Image manquante Téléverser                                                                           |
| Enceinte (situé en différents points de Poitiers: Parc de Blossac, Porte de Paris, Rue des Remparts) |                                                     | 46° 34′ 34″ nord, 0° 19′ 43″ est | « PA00105788 »                | Classé Inscrit | 1921 1926        | Enceinte (situé en différents points de Poitiers: Parc de Blossac, Porte de Paris, Rue des Remparts) |
| Fontaine du Pont Joubert                                                                             | Près du pont Joubert Sur les bords du Clain         | 46° 34′ 52″ nord, 0° 21′ 14″ est | « PA00105603 »                | Inscrit        | 1935             | Fontaine du Pont Joubert                                                                             |
| Hôpital des Champs                                                                                   | 9 rue Auber                                         | 46° 35′ 33″ nord, 0° 20′ 22″ est | « PA00105604 »                | Inscrit        | 1934             | Hôpital des Champs                                                                                   |
| Hôpital général                                                                                      | Place Montierneuf                                   | 46° 35′ 21″ nord, 0° 20′ 36″ est | « PA00105605 »                | Inscrit        | 1924             | Hôpital général                                                                                      |
| Hôtel Berthelot                                                                                      | 24 rue de la Chaîne                                 | 46° 35′ 11″ nord, 0° 20′ 32″ est | « PA00105606 »                | Inscrit        | 1928             | Hôtel Berthelot                                                                                      |
| Hôtel de la Bidolière                                                                                | 13 rue de la Celle                                  | 46° 34′ 45″ nord, 0° 20′ 35″ est | « PA00105636 »                | Classé         | 1922             | Hôtel de la Bidolière                                                                                |
| Hôtel Couturer                                                                                       | 17 rue Saint-Germain                                | 46° 35′ 12″ nord, 0° 20′ 39″ est | « PA00105607 »                | Inscrit Classé | 1985 1990        | Hôtel Couturer                                                                                       |
| Hôtel de Dreux-Brézé                                                                                 | 32bis rue des Feuillants                            | 46° 35′ 03″ nord, 0° 20′ 58″ est | « PA00105608 »                | Inscrit        | 1935             | Hôtel de Dreux-Brézé                                                                                 |
| Hôtel Fumé                                                                                           | 8 rue René-Descartes                                | 46° 35′ 08″ nord, 0° 20′ 31″ est | « PA00105609 »                | Classé         | 1889             | Hôtel Fumé                                                                                           |
| Hôtel Gilbert actuel tribunal administratif                                                          | 15 rue de Blossac                                   | 46° 34′ 35″ nord, 0° 20′ 12″ est | « PA86000029 »                | Inscrit        | 2005             | Hôtel Gilbertactuel tribunal administratif                                                           |
| Hôtel du Grand prieuré d'Aquitaine                                                                   | 159 Grande-Rue 6, 8 rue Montgauthier                | 46° 34′ 54″ nord, 0° 20′ 46″ est | « PA00105610 » « IA86000500 » | Inscrit        | 1988             | Image manquante Téléverser                                                                           |
| Portail du Grand prieuré d'Aquitaine                                                                 | 159 Grande-Rue                                      | 46° 34′ 54″ nord, 0° 20′ 46″ est | « PA00105656 » « IA86000500 » | Inscrit        | 1944             | Portail du Grand prieuré d'Aquitaine                                                                 |
| Hôtel Jean Beaucé                                                                                    | 12 rue Louis-Renard 1 rue Lebascle 6 rue Puygarreau | 46° 34′ 47″ nord, 0° 20′ 30″ est | « PA00105611 »                | Classé         | 1966             | Hôtel Jean Beaucé                                                                                    |
| Hôtel Jean de Moulin de Rochefort                                                                    | 102 Grande-Rue                                      | 46° 34′ 55″ nord, 0° 20′ 55″ est | « PA00105612 »                | Classé Inscrit | 1927 1967        | Hôtel Jean de Moulin de Rochefort                                                                    |
| Hôtel Joulard-d'Iversais                                                                             | 18 rue Théophraste-Renaudot                         | 46° 34′ 52″ nord, 0° 20′ 17″ est | « PA00105613 »                | Inscrit        | 1970             | Image manquante Téléverser                                                                           |
| Hôtel de Nieul                                                                                       | 1 rue Carnot place d'Armes                          | 46° 34′ 47″ nord, 0° 20′ 22″ est | « PA00105614 »                | Inscrit        | 1931             | Hôtel de Nieul                                                                                       |
| Hôtel Pélisson                                                                                       | 9 rue du Marché-Notre-Dame                          | 46° 34′ 58″ nord, 0° 20′ 36″ est | « PA00105615 »                | Classé         | 1923             | Hôtel Pélisson                                                                                       |
| Hôtel de préfecture de la Vienne                                                                     | Place Aristide-Briand                               | 46° 34′ 51″ nord, 0° 20′ 09″ est | « PA00105654 »                | Inscrit        | 1975             | Hôtel de préfecture de la Vienne                                                                     |
| Hôtel des Trois-Piliers                                                                              | 37 rue Carnot                                       | 46° 34′ 43″ nord, 0° 20′ 18″ est | « PA00105616 »                | Classé         | 1945             | Hôtel des Trois-Piliers                                                                              |
| Hôtel Vantage                                                                                        | 14 rue René-Descartes                               | 46° 35′ 07″ nord, 0° 20′ 31″ est | « PA00105617 »                | Inscrit        | 1928             | Hôtel Vantage                                                                                        |
| Hôtel Vetault                                                                                        | 72 rue Carnot                                       | 46° 34′ 41″ nord, 0° 20′ 13″ est | « PA00105618 »                | Inscrit        | 1962             | Hôtel Vetault                                                                                        |
| Hôtel de ville                                                                                       | 15 Place du Maréchal-Leclerc                        | 46° 34′ 49″ nord, 0° 20′ 27″ est | « PA00105619 »                | Inscrit        | 1975             | Hôtel de ville                                                                                       |
| Hypogée des dunes                                                                                    | Rue du Père-de-la-Croix                             | 46° 34′ 32″ nord, 0° 21′ 33″ est | « PA00105620 »                | Classé         | 1886 1952        | Hypogée des dunes                                                                                    |
| Immeuble                                                                                             | 34 rue Arsène-Orillard                              | 46° 34′ 49″ nord, 0° 20′ 41″ est | « PA00105621 »                | Inscrit        | 1969             | Immeuble                                                                                             |
| Immeuble                                                                                             | 36 rue Arsène-Orillard                              | 46° 34′ 49″ nord, 0° 20′ 40″ est | « PA00105622 »                | Inscrit        | 1969             | Immeuble                                                                                             |
| Immeuble                                                                                             | 10 rue des Balances-d'Or                            | 46° 34′ 47″ nord, 0° 20′ 38″ est | « PA00105623 »                | Inscrit        | 1944             | Image manquante Téléverser                                                                           |
| Immeuble                                                                                             | 61 rue Carnot                                       | 46° 34′ 41″ nord, 0° 20′ 13″ est | « PA00105624 »                | Inscrit        | 1956             | Immeuble                                                                                             |
| Immeuble                                                                                             | 76 rue de la Cathédrale                             | 46° 34′ 56″ nord, 0° 20′ 39″ est | « PA00125698 »                | Inscrit        | 1993             | Image manquante Téléverser                                                                           |
| Immeuble                                                                                             | 13 rue de la Celle                                  | 46° 34′ 45″ nord, 0° 20′ 35″ est | « PA00105625 »                | Inscrit        | 1944             | Immeuble                                                                                             |
| Hôtel Claveurier                                                                                     | 11 place Charles-de-Gaulle                          | 46° 34′ 59″ nord, 0° 20′ 39″ est | « PA00105626 »                | Inscrit        | 1949             | Hôtel Claveurier                                                                                     |
| Immeuble                                                                                             | 2 rue du Marché-Notre-Dame                          | 46° 34′ 59″ nord, 0° 20′ 36″ est | « PA00105627 »                | Inscrit        | 1967             | Immeuble                                                                                             |
| Immeuble                                                                                             | 42 rue Rabelais                                     | 46° 34′ 38″ nord, 0° 20′ 24″ est | « PA00105628 »                | Inscrit        | 1956             | Immeuble                                                                                             |
| Logis de la Grande-Barre                                                                             | 5 rue de l'Arceau                                   | 46° 34′ 39″ nord, 0° 20′ 39″ est | « PA00105629 »                | Inscrit        | 1924             | Logis de la Grande-Barre                                                                             |
| Logis de Vaumoret                                                                                    | Breuil-Mingot                                       | 46° 35′ 38″ nord, 0° 25′ 45″ est | « PA00105803 »                | Inscrit        | 1991             | Image manquante Téléverser                                                                           |
| Lycée des Feuillants nouveau palais de justice                                                       | 15 rue des Feuillants                               | 46° 35′ 06″ nord, 0° 20′ 59″ est | « PA86000002 »                | Inscrit        | 1996             | Lycée des Feuillantsnouveau palais de justice                                                        |
| Maison                                                                                               | 23, 25 rue de l'Ancienne-Comédie                    | 46° 34′ 48″ nord, 0° 20′ 35″ est | « PA00105630 »                | Inscrit        | 1927             | Maison                                                                                               |
| Maison                                                                                               | 24 rue de l'Ancienne-Comédie                        | 46° 34′ 48″ nord, 0° 20′ 35″ est | « PA00105631 »                | Inscrit        | 1947             | Maison                                                                                               |
| Maison                                                                                               | 10 rue d'Argent                                     | 46° 34′ 37″ nord, 0° 20′ 42″ est | « PA00105632 »                | Inscrit        | 1931             | Maison                                                                                               |
| Maison                                                                                               | 54 rue Arsène-Orillard                              | 46° 34′ 46″ nord, 0° 20′ 39″ est | « PA00105633 »                | Inscrit        | 1931             | Maison                                                                                               |
| Maison                                                                                               | 4 rue Arthur-de-la-Mauvinière                       | 46° 34′ 48″ nord, 0° 21′ 03″ est | « PA00105634 »                | Inscrit        | 1936             | Maison                                                                                               |
| Maison                                                                                               | 3 rue Barbatte                                      | 46° 34′ 54″ nord, 0° 21′ 02″ est | « PA00105635 »                | Inscrit        | 1931             | Maison                                                                                               |
| Maison                                                                                               | 16 rue de la Chaîne                                 | 46° 35′ 12″ nord, 0° 20′ 33″ est | « PA00105637 »                | Inscrit        | 1930             | Maison                                                                                               |
| Maison                                                                                               | 15 rue Cloche-Perse                                 | 46° 35′ 06″ nord, 0° 20′ 33″ est | « PA00105639 »                | Inscrit        | 1928             | Maison                                                                                               |
| Hôtel Chauveau-Barbier                                                                               | 19 rue Cloche-Perse                                 | 46° 35′ 05″ nord, 0° 20′ 33″ est | « PA00105640 »                | Inscrit        | 1954             | Hôtel Chauveau-Barbier                                                                               |
| Maison                                                                                               | 39 rue Cloche-Perse                                 | 46° 35′ 04″ nord, 0° 20′ 32″ est | « PA00105641 »                | Inscrit        | 1928             | Image manquante Téléverser                                                                           |
| Maison                                                                                               | 3 rue du Colonel-Denfert                            | 46° 34′ 47″ nord, 0° 20′ 35″ est | « PA00105642 »                | Inscrit        | 1931             | Image manquante Téléverser                                                                           |
| Maison                                                                                               | 9 rue du Général Berton                             | 46° 35′ 06″ nord, 0° 20′ 34″ est | « PA00105643 »                | Inscrit        | 1944             | Maison                                                                                               |
| Maison                                                                                               | 79 Grande-Rue                                       | 46° 34′ 54″ nord, 0° 20′ 58″ est | « PA00105644 »                | Inscrit        | 1928             | Maison                                                                                               |
| Maison                                                                                               | 25 rue du Marché-Notre-Dame                         | 46° 34′ 56″ nord, 0° 20′ 35″ est | « PA00105646 »                | Inscrit        | 1931             | Maison                                                                                               |
| Maison                                                                                               | 34 rue du Pigeon-Blanc                              | 46° 34′ 49″ nord, 0° 21′ 05″ est | « PA00105647 »                | Inscrit        | 1929             | Maison                                                                                               |
| Maison                                                                                               | 24 bis rue Saint-Denis                              | 46° 35′ 00″ nord, 0° 20′ 54″ est | « PA00105648 »                | Inscrit        | 1935             | Image manquante Téléverser                                                                           |
| Maison                                                                                               | 6 rue Saint-Fortunat                                | 46° 34′ 53″ nord, 0° 21′ 01″ est | « PA00105649 »                | Inscrit        | 1931             | Maison                                                                                               |
| Maison                                                                                               | 6 rue Saint-Maixent                                 | 46° 34′ 53″ nord, 0° 20′ 57″ est | « PA00105650 »                | Inscrit        | 1929             | Image manquante Téléverser                                                                           |
| Maison du Plan de l'Étoile (Hôtel Chaboureau)                                                        | 47, 49 place Charles-de-Gaulle                      | 46° 35′ 04″ nord, 0° 20′ 38″ est | « PA00105638 »                | Inscrit        | 1928             | Maison du Plan de l'Étoile (Hôtel Chaboureau)                                                        |
| Maison romane                                                                                        | 36 rue Jean-Bouchet                                 | 46° 35′ 16″ nord, 0° 20′ 34″ est | « PA86000032 »                | Inscrit        | 2006             | Maison romane                                                                                        |
| Maison des Trois-Clous                                                                               | 118 Grande-Rue                                      | 46° 34′ 56″ nord, 0° 20′ 52″ est | « PA00105645 »                | Classé         | 1923             | Maison des Trois-Clous                                                                               |
| Monastère Saint-Hilaire de la Celle                                                                  | Rue Sainte-Catherine                                | 46° 34′ 42″ nord, 0° 20′ 39″ est | « PA00105651 »                | Classé         | 1975             | Image manquante Téléverser                                                                           |
| Musée Rupert-de-Chièvres                                                                             | 9 rue Victor-Hugo                                   | 46° 34′ 50″ nord, 0° 20′ 18″ est | « PA00105652 »                | Classé Inscrit | 1895 1926 1952   | Musée Rupert-de-Chièvres                                                                             |
| Palais des comtes du Poitou ancien palais de justice                                                 | Rue Gambetta Rue des Cordeliers                     | 46° 34′ 59″ nord, 0° 20′ 32″ est | « PA00105653 »                | Classé Inscrit | 1862 1930 1957   | Palais des comtes du Poitouancien palais de justice                                                  |
| Pierre levée                                                                                         | Rue du Dolmen Rue de la Pierre-Levée                | 46° 34′ 28″ nord, 0° 21′ 43″ est | « PA00105592 »                | Classé         | 1862 1943        | Pierre levée                                                                                         |
| Prévôté                                                                                              | Rue Cloche-Perse                                    | 46° 35′ 08″ nord, 0° 20′ 33″ est | « PA00105655 »                | Inscrit        | 1927             | Prévôté                                                                                              |
| Prison                                                                                               | 9 rue René-Descartes                                | 46° 35′ 08″ nord, 0° 20′ 32″ est | « PA00105657 »                | Inscrit        | 1927             | Image manquante Téléverser                                                                           |
| Thermes gallo-romains                                                                                | Rue de la Bretonnerie                               | 46° 35′ 18″ nord, 0° 20′ 39″ est | « PA00105658 »                | Classé         | 1986             | Image manquante Téléverser                                                                           |